# ده سفيد كن سرخ (باتشة لك الشرقي)
ده سفید کن سرخ (بالفارسية: ده سفیدکانسرخ) هي قرية تقع في إيران في قسم باتشة لك الشرقي الریفي. يقدر عدد سكانها بـ 391 نسمة .